# Alain (Familienname)
Alain ist ein französischer Familienname.

## Namensträger
- Albert Alain (1880–1971), französischer Organist und Amateurorgelbauer
- Jehan Alain (1911–1940), französischer Komponist
- Marie-Claire Alain (1926–2013), französische Organistin und Musikpädagogin
- Olivier Alain (1918–1994), französischer Organist, Pianist, Musikwissenschaftler und Komponist
- Phil Alain (* 1968), kanadischer Maler
- René Alain (1921–1968), kanadischer Akkordeonist